# Hamiltoniano (mecánica cuántica)

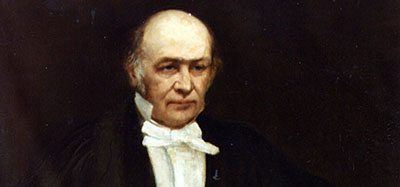
Retrato de Sir William Rowan Hamilton.

El Hamiltoniano H  tiene dos significados distintos, aunque relacionados. En mecánica clásica, es una función que describe el estado de un sistema mecánico en términos de variables posición y momento, y es la base para la reformulación de la mecánica clásica conocida como mecánica hamiltoniana. En mecánica cuántica, el operador Hamiltoniano es el correspondiente al observable "energía".

## Descripción cuántica de un sistema
En el formalismo de la mecánica cuántica, el estado físico del sistema puede ser caracterizado por un vector en un espacio de Hilbert complejo, separable y de dimensión infinita (lo cual permite expresar cualquier estado físico por una secuencia contable de vectores, ponderados por sus amplitudes de probabilidades respectivas). Las magnitudes físicas observables son descritas, entonces, por operadores autoadjuntos que actúan sobre este vector (o sobre estos vectores). Los resultados posibles de una medida sobre un estado y las probabilidades con las que aparecen pueden calcularse a partir del vector que representa el estado y los vectores propios del operador autoadjunto que representa la magnitud.

## Hamiltoniano cuántico
El hamiltoniano cuántico H es el observable que representa la energía total del sistema (formalmente se define como un operador autoadjunto definido sobre un dominio denso en el espacio de Hilbert del sistema). Los posibles valores de la energía de un sistema físico vienen dados por los valores propios del operador hamiltoniano:

(1){\displaystyle {\hat {H}}\left|\psi \right\rangle =E_{\psi }\left|\psi \right\rangle }

donde {\displaystyle {\hat {H}}\,} es el operador hamiltoniano, {\displaystyle \left|\psi \right\rangle } es un estado propio de {\displaystyle {\hat {H}}\,} y {\displaystyle E_{\psi }\,} es la energía de ese estado.

### Propiedades
Por las propiedades de los operadores autoadjuntos:
1. Los vectores propios de {\displaystyle {\hat {H}}}, que satisfacen (1), forman una base ortogonal para el espacio de Hilbert.
2. El espectro de niveles de energía permitidos para el sistema viene dado por el conjunto de valores propios de {\displaystyle {\hat {H}}}, {{\displaystyle E_{\psi }\,}} que verifican la ecuación que hay sobre estas líneas.
3. La energía del sistema siempre toma valores reales, razón por la cual la mecánica cuántica impone que para que {\displaystyle {\hat {H}}} describa al sistema debe ser un operador hermítico.
4. Dependiendo del sistema físico, el espectro de energías puede ser discreto o continuo. Se da el caso de que algunos sistemas presentan un espectro continuo en un intervalo de energías, y discreto en otro. Un ejemplo es el pozo finito de energía potencial, que admite estados ligados con energías discretas y negativas, y estados libres con energías continuas y positivas, eso sucede por ejemplo en el átomo hidrogenoide.
5. Dependiendo del sistema físico, el operador hamiltoniano puede no estar definido sobre todo el espacio. Si no existe límite para el valor máximo de la energía de un sistema entonces el operador hamiltoniano será un operador no-acotado y en general no estará definido en todo el espacio de Hilbert de todo el sistema sino sólo en un dominio denso de él.

### Evolución temporal
La evolución temporal de los estados cuánticos puede obtenerse a partir del Hamiltoniano a través de la ecuación de Schrödinger. Si {\displaystyle \left|\Psi (t)\right\rangle } es el estado del sistema a tiempo t, tenemos:

{\displaystyle {\hat {H}}\left|\Psi (t)\right\rangle =\mathrm {i} \hbar {\partial  \over \partial t}\left|\Psi (t)\right\rangle }.

donde {\displaystyle \hbar } es la constante reducida de Planck. Dado el estado a un tiempo inicial (t = 0), podemos la para obtener el estado en cualquier tiempo subsiguiente. Si H además de operador autoadjunto no depende explícitamente del tiempo podemos encontrar una familia de operadores unitarios definidos sobre el espacio de Hilbert que da una solución formal de la anterior ecuación:

{\displaystyle \left|\Psi (t)\right\rangle =U(t)\left|\Psi (0)\right\rangle \qquad U(t):={\hbox{exp}}\left(-\mathrm {i} {\hat {H}}t/\hbar \right)}

Donde la exponencial del operador Hamiltoniano se calcula usualmente mediante serie de potencias. Se puede demostrar que es un operador unitario, y es la forma común de operador de evolución temporal o propagador.

### Carácter autoadjunto
Un requerimiento matemáticamente importante para un hamiltoniano es que este sea un operador autoadjunto, sin embargo, normalmente demostrar que un determinado operador es autoadjunto es un problema matemático no trivial. Por esa razón durante mucho tiempo se desconocía si el hamiltoniano atómico por ejemplo era realmente un operador autoadjunto, aunque la evidencia sugería que efectivamente los átomos de muchos electrones eran equiparables al átomo hidrogenoide hasta mediados de siglo XX no se dispuso de una prueba matemática rigurosa. En los años 1960 y 1970 se hizo gran cantidad de trabajo en ese sentido.
El hamiltoniano para una partícula libre dado por:

{\displaystyle {\hat {H}}_{0}=-{\frac {\hbar ^{2}}{2m}}\nabla ^{2}}

Definido sobre {\displaystyle \scriptstyle {\mathcal {L}}^{2}(\mathbb {R} ^{3})}, pero el hamiltoniano relevante en un buen número de problemas incluye un potencial siendo de la forma:

{\displaystyle {\hat {H}}={\hat {H}}_{0}+V(\mathbf {x} )}

Si el potencial es una función continua y acotada entonces el hamiltoniano anterior es autoadjunto, acotado y por tanto definido sobre todo {\displaystyle \scriptstyle {\mathcal {L}}^{2}(\mathbb {R} ^{3})} y en este caso se dice que el potencial es una perturbación acotada de {\displaystyle \scriptstyle {\hat {H}}_{0}}. Sin embargo, muchos problemas físicos importantes como los sistemas atómicos tienen potenciales no acotados inferiormente. Aunque Kato (1966) logró demostrar el siguiente resultado:
Si el potencial {\displaystyle \scriptstyle V(\mathbf {x} )} puede escribirse como la suma de dos funciones reales, una de las cuales es continua y acotada y la otra es una función de {\displaystyle \scriptstyle {\mathcal {L}}^{2}(\mathbb {R} ^{3})}, entonces el operador definido por:

{\displaystyle {\begin{cases}D({\hat {H}})=\{\psi \in {\mathcal {L}}^{2}(\mathbb {R} ^{3}):\ \nabla ^{2}\psi \in {\mathcal {L}}^{2}(\mathbb {R} ^{3})\}\\{\hat {H}}\psi =-{\frac {\hbar }{2m}}\nabla ^{2}\psi +V(\mathbf {x} )\psi \end{cases}}}

es autoadjunto y acotado inferiormente.
El teorema anterior se aplica en particular al átomo hidrogenoide, para el cual {\displaystyle \scriptstyle V(\mathbf {x} )=-\kappa Ze^{2}/\|\mathbf {x} \|} Pero además Kato logró extender el resultado anterior a un átomo con n-electrones en interacción con {\displaystyle \scriptstyle Z\geq n} para el cual:

{\displaystyle V=V(\mathbf {x} _{1},\dots ,\mathbf {x} _{n})=-\sum _{j=1}^{n}{\frac {1}{4\pi \epsilon _{0}}}{\frac {Ze^{2}}{\|\mathbf {x} _{j}\|}}+\sum _{j<k=1}^{n}{\frac {1}{4\pi \epsilon _{0}}}{\frac {e^{2}}{\|\mathbf {x} _{j}-\mathbf {x} _{k}\|}}}

El primer término representa la interacción de cada electrón con el núcleo atómico, y el segundo contabiliza la repulsión electroestática entre los diferentes pares de electrones. En este caso las funciones de onda  {\displaystyle \scriptstyle \psi \in {\mathcal {L}}^{2}(\mathbb {R} ^{3n})}

## Ejemplos

### Oscilador armónico
Artículo principal: Oscilador armónico cuántico.
En el problema del oscilador armónico monodimensional, una partícula de masa {\displaystyle \displaystyle m} está sometida a un potencial cuadrático {\displaystyle \displaystyle V(x)={\frac {1}{2}}kx^{2}}. En mecánica clásica {\displaystyle \displaystyle k=m\omega ^{2}} se denomina constante de fuerza o constante elástica, y depende de la masa {\displaystyle m} de la partícula y de la frecuencia angular {\displaystyle \displaystyle \omega }.
El Hamiltoniano cuántico de la partícula es:

{\displaystyle {\hat {H}}={\frac {{\hat {p}}^{2}}{2m}}+{\frac {1}{2}}m\omega ^{2}{\hat {x}}^{2}}

donde {\displaystyle {\hat {x}}\,} es el operador posición y {\displaystyle {\hat {p}}\,} es el operador momento lineal {\displaystyle \left({\hat {p}}=-i\hbar {d \over dx}\right)}. El primer término representa la energía cinética de la partícula, mientras que el segundo representa su energía potencial.

### Átomo de hidrógeno
La versión más simple del modelo atómico de Schrödinger emplea un hamiltoniano basado en el hamiltoniano de una partícula en un campo de Coulomb:

{\displaystyle {\hat {H}}={\frac {1}{2m}}{\boldsymbol {\nabla }}^{2}+{\frac {Ze^{2}}{4\pi \varepsilon _{0}}}{\frac {1}{r}}}

Ese modelo predijo por primera vez los niveles energéticos con una gran precisión. Sin embargo, para dar cuenta de la estructura fina es necesario añadir correcciones relativistas y de espín, resultando un hamiltoniano más complicado dado por:

{\displaystyle {\hat {H}}={\frac {1}{2\mu }}({\hat {\mathbf {p} }}-e\mathbf {A} )^{2}+V(\mathbf {r} )-{\frac {e\hbar }{2\mu }}{\boldsymbol {\sigma }}\cdot \mathbf {B} -{\frac {p^{4}}{8\mu ^{3}c^{2}}}+{\frac {\hbar ^{2}}{4\mu ^{2}c^{2}}}{\boldsymbol {\sigma }}\cdot ({\boldsymbol {\nabla }}V\times \mathbf {p} )}

Donde:
{\displaystyle V(\mathbf {r} ),\mathbf {A} (\mathbf {r} )}, son el potencial escalar eléctrico y el potencial vectorial magnético; si el campo magnético fuera nulo, este último vector sería cero.
{\displaystyle \mathbf {B} ={\boldsymbol {\nabla }}\times \mathbf {A} (\mathbf {r} )}, el campo magnético.
{\displaystyle \mu ,\sigma \,}, la masa reducida y el espín del electrón.
{\displaystyle \hbar ,c\,}, la constante de Planck racionalizada y la velocidad de la luz.
En concreto, es necesario tener en cuenta en los cálculos:
- La interacción del espín electrónico con el campo magnético del núcleo atómico. (tercer término)
- Los efectos relativistas debido a la variación de la masa aparente con la velocidad. (cuarto término)
- El término de Darwin, que no tiene un análogo clásico. (quinto término)
- La interacción espín-órbita. (sexto término)